# 陈建军 (1974年)
陈建军（1974年8月—），男，中华人民共和国外交官，现任中华人民共和国驻济州总领事。

## 生平
陈建军曾任驻捷克大使馆政务参赞和外交部欧洲司综合协调处处长。2021年12月，任四川省内江市人民政府副市长。2024年9月，出任中华人民共和国驻济州总领事。